# قیرون
قیرون (به عربی: قیرون) یک روستا در سوریه است که در ناحیه مرکزی مصیاف واقع شده‌است. قیرون ۱٬۰۸۴ نفر جمعیت دارد.